# Ranka Andrić
Ranka Andrić (Zagreb, 7. srpnja 1924. – Zagreb, 23. ožujka 2003.) je bila kći hrvatskog publicista, glazbenika, pripovjedača i glazbenika Josipa Andrića. Pod ovim je imenom Josip Andrić objavio nabožnu knjižicu Božja pastirica koji je životopis blažene Ozane Kotorke.